# Jorge Luís Andrade da Silva
Jorge Luís Andrade da Silva, född den 21 april 1957 i Juiz de Fora, Brasilien, är en brasiliansk fotbollsspelare som tog OS-silver i fotbollsturneringen vid de olympiska sommarspelen 1988 i Seoul.